# Yrjö Linko
Yrjö Antti Linko (1º febbraio 1885 – 22 marzo 1934) è stato un ginnasta finlandese.

## Palmarès

### Olimpiadi
- Bronzo a Londra 1908 nel concorso a squadre.